# Межэтнический конфликт
Межэтнический конфликт — конфликт между представителями этнических общин, обычно проживающих в непосредственной близости в каком-либо государстве или стране. 
Так как «национальность» в русском языке обычно означает то же, что и «этническая принадлежность», то его зачастую/иногда называют межнациональным конфликтом.

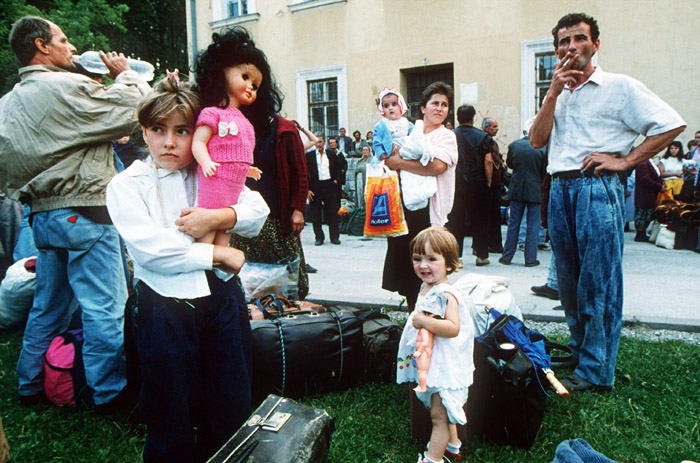
Боснийские беженцы в Травнике в 1993 году (Хорватско-боснийский конфликт)

## Общее определение

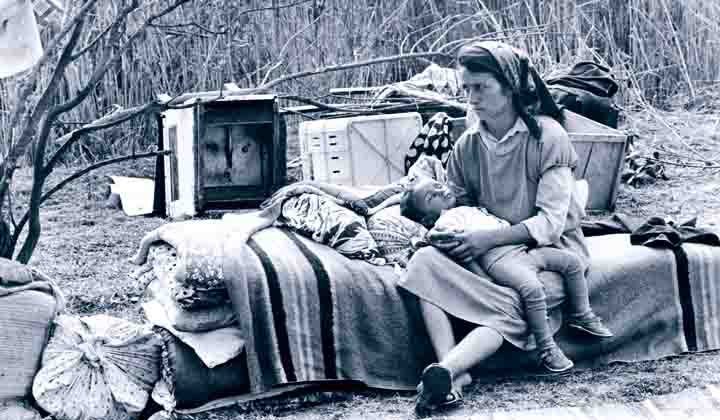
Внутренне перемещённые азербайджанцы, Карабахский конфликт. 1993 год

Этноконфликт — конфликт между группами людей, принадлежащих к различным этносам. Это особая форма социального или политического конфликта, обладающего некоторыми особенностями:
1. В конфликтующих группах усматривается разделение по этническому признаку;
2. Стороны ищут поддержки в этнически родственной или этнически дружественной среде;
3. В отдельных видах этноконфликтов этнический фактор стремится к политизации;
4. Новые участники солидаризируются с одной из сторон конфликта исходя из общей этнической идентичности, даже если эта позиция им не близка;
5. Этноконфликты чаще всего не являются ценностными и происходят вокруг тех или иных объектов и интересов групп.

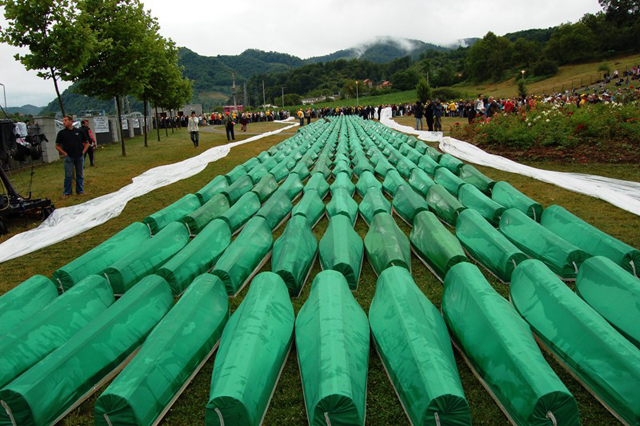
Похороны 465 опознанных жертв расстрелов жителей Сребреницы

## Законодательство

### Россия
В Российской Федерации за возбуждение вражды по национальному признаку (в это понятие можно включить распространение расистской, экстремистской, сепаратистской и других подобный идеологий, а также провокации на межэтнические конфликты) статьёй 282 УК предусмотрена уголовная ответственность в виде наказания 
… штрафом в размере от ста тысяч до трехсот тысяч рублей или в размере заработной платы или иного дохода осужденного за период от одного года до двух лет, либо лишением права занимать определённые должности или заниматься определённой деятельностью на срок до трех лет, либо обязательными работами на срок до ста восьмидесяти часов, либо исправительными работами на срок до одного года, либо лишением свободы на срок до двух лет.

## Примеры
- Битва у горы Блэр, Расовые беспорядки в Талсе и так далее.
- Ирландские националисты и  Великобритания (ирландцы против англичан, Конфликт в Северной Ирландии)
- Россия (Чечня и Дагестан: этнические чистки в Чечне, первая чеченская война, вторая чеченская война, осетино-ингушский конфликт, вторжение боевиков в Дагестан)
- Армения и  Азербайджан (между азербайджанцами и армянами, армяно-татарская резня (1905—1906), армяно-азербайджанская война (1918—1920), Сумгаитский погром, армянский погром в Баку (1990), Карабахский конфликт)
- Киргизия (киргизы против узбеков)
- Шри-Ланка (сингалы против тамилов)
- Мьянма (бирманцы против шанов, каренов, кая, монов, араканцев, качинов).
- Руанда и  Бурунди (между хуту и тутси)
- Судан (арабы против фор, загава и масалит)
- Сомали (между племенами дир, дарод, исаак, хавийе, дикиль и раханвайн)
- Либерия (между народностями гере и мандинка и народностями гио и мано)
- Гаити (между африканцами-креолами, с одной стороны, и мулатами и белыми (коренные белые практически уничтожены в ходе конфликта), с другой)
- Мексика (между мексиканцами-метисами и индейцами Юга страны (Юкатанская война рас, Сапатистская армия национального освобождения))